# Übersicht der Listen der Naturdenkmale im Westerwaldkreis
Die Übersicht der Listen der Naturdenkmale im Westerwaldkreis nennt die Listen und die Anzahl der Naturdenkmale in den Städten und Gemeinden im rheinland-pfälzischen Landkreis Westerwaldkreis. Die Listen enthalten neben 99 im Landschaftsinformationssystem der Naturschutzverwaltung Rheinland-Pfalz verzeichneten auch 45 ehemalige Naturdenkmale.

## Verbandsgemeinde Bad Marienberg (Westerwald)
In den 18 verbandsangehörigen Gemeinden der Verbandsgemeinde Bad Marienberg (Westerwald) sind 13 Naturdenkmale sowie 12 ehemalige Naturdenkmale verzeichnet.
| Ort                         | Naturdenkmalliste                                      | aktuelle Naturdenkmale | ehemalige Naturdenkmale |
| --------------------------- | ------------------------------------------------------ | ---------------------- | ----------------------- |
| Bad Marienberg (Westerwald) | Liste der Naturdenkmale in Bad Marienberg (Westerwald) | 3                      | 3                       |
| Dreisbach                   | Liste der Naturdenkmale in Dreisbach (Westerwald)      | 3                      | 0                       |
| Hof                         | Liste der Naturdenkmale in Hof (Westerwald)            | 0                      | 1                       |
| Kirburg                     | Liste der Naturdenkmale in Kirburg                     | 2                      | 0                       |
| Langenbach bei Kirburg      | Liste der Naturdenkmale in Langenbach bei Kirburg      | 0                      | 2                       |
| Lautzenbrücken              | Liste der Naturdenkmale in Lautzenbrücken              | 0                      | 2                       |
| Nisterau                    | Liste der Naturdenkmale in Nisterau                    | 1                      | 1                       |
| Nistertal                   | Liste der Naturdenkmale in Nistertal                   | 0                      | 1                       |
| Unnau                       | Liste der Naturdenkmale in Unnau                       | 4                      | 2                       |

In Bölsberg,
Fehl-Ritzhausen,
Großseifen,
Hahn bei Marienberg,
Hardt,
Mörlen,
Neunkhausen,
Norken und
Stockhausen-Illfurth sind keine Naturdenkmale verzeichnet.

## Verbandsgemeinde Hachenburg
In den 33 verbandsangehörigen Gemeinden der Verbandsgemeinde Hachenburg sind 15 Naturdenkmale sowie 5 ehemalige Naturdenkmale verzeichnet.
| Ort                    | Naturdenkmalliste                                 | aktuelle Naturdenkmale | ehemalige Naturdenkmale |
| ---------------------- | ------------------------------------------------- | ---------------------- | ----------------------- |
| Alpenrod               | Liste der Naturdenkmale in Alpenrod               | 1                      | 0                       |
| Astert                 | Liste der Naturdenkmale in Astert                 | 1                      | 0                       |
| Atzelgift              | Liste der Naturdenkmale in Atzelgift              | 1                      | 0                       |
| Dreifelden             | Liste der Naturdenkmale in Dreifelden             | 1                      | 0                       |
| Hachenburg             | Liste der Naturdenkmale in Hachenburg             | 4                      | 0                       |
| Heimborn               | Liste der Naturdenkmale in Heimborn               | 2                      | 0                       |
| Kroppach               | Liste der Naturdenkmale in Kroppach               | 1                      | 0                       |
| Kundert                | Liste der Naturdenkmale in Kundert                | 0                      | 1                       |
| Merkelbach             | Liste der Naturdenkmale in Merkelbach             | 1                      | 0                       |
| Mündersbach            | Liste der Naturdenkmale in Mündersbach            | 0                      | 1                       |
| Roßbach                | Liste der Naturdenkmale in Roßbach (Westerwald)   | 0                      | 1                       |
| Stein-Wingert          | Liste der Naturdenkmale in Stein-Wingert          | 1                      | 0                       |
| Steinebach an der Wied | Liste der Naturdenkmale in Steinebach an der Wied | 0                      | 1                       |
| Streithausen           | Liste der Naturdenkmale in Streithausen           | 1                      | 1                       |
| Wahlrod                | Liste der Naturdenkmale in Wahlrod                | 1                      | 0                       |

In Borod,
Gehlert,
Giesenhausen,
Hattert,
Heuzert,
Höchstenbach,
Limbach,
Linden,
Lochum,
Luckenbach,
Marzhausen,
Mörsbach,
Mudenbach,
Müschenbach,
Nister,
Welkenbach,
Wied und
Winkelbach sind keine Naturdenkmale verzeichnet.

## Verbandsgemeinde Höhr-Grenzhausen
In den 4 verbandsangehörigen Gemeinden der Verbandsgemeinde Höhr-Grenzhausen sind 5 Naturdenkmale sowie 4 ehemalige Naturdenkmale verzeichnet.
| Ort              | Naturdenkmalliste                           | aktuelle Naturdenkmale | ehemalige Naturdenkmale |
| ---------------- | ------------------------------------------- | ---------------------- | ----------------------- |
| Hilgert          | Liste der Naturdenkmale in Hilgert          | 0                      | 3                       |
| Höhr-Grenzhausen | Liste der Naturdenkmale in Höhr-Grenzhausen | 5                      | 1                       |

In Hillscheid und
Kammerforst sind keine Naturdenkmale verzeichnet.

## Verbandsgemeinde Montabaur
In den 25 verbandsangehörigen Gemeinden der Verbandsgemeinde Montabaur sind 16 Naturdenkmale sowie 6 ehemalige Naturdenkmale verzeichnet.
| Ort          | Naturdenkmalliste                                  | aktuelle Naturdenkmale | ehemalige Naturdenkmale |
| ------------ | -------------------------------------------------- | ---------------------- | ----------------------- |
| Daubach      | Liste der Naturdenkmale in Daubach (Westerwald)    | 0                      | 1                       |
| Eitelborn    | Liste der Naturdenkmale in Eitelborn               | 2                      | 0                       |
| Girod        | Liste der Naturdenkmale in Girod                   | 1                      | 0                       |
| Großholbach  | Liste der Naturdenkmale in Großholbach             | 0                      | 2                       |
| Horbach      | Liste der Naturdenkmale in Horbach (Westerwald)    | 0                      | 1                       |
| Montabaur    | Liste der Naturdenkmale in Montabaur               | 1                      | 1                       |
| Niederelbert | Liste der Naturdenkmale in Niederelbert            | 2                      | 0                       |
| Niedererbach | Liste der Naturdenkmale in Niedererbach            | 1                      | 0                       |
| Nomborn      | Liste der Naturdenkmale in Nomborn                 | 3                      | 0                       |
| Oberelbert   | Liste der Naturdenkmale in Oberelbert              | 1                      | 0                       |
| Simmern      | Liste der Naturdenkmale in Simmern (Westerwald)    | 3                      | 1                       |
| Stahlhofen   | Liste der Naturdenkmale in Stahlhofen (Westerwald) | 1                      | 0                       |
| Untershausen | Liste der Naturdenkmale in Untershausen            | 1                      | 0                       |

In Boden,
Gackenbach,
Görgeshausen,
Heilberscheid,
Heiligenroth,
Holler,
Hübingen,
Kadenbach,
Nentershausen,
Neuhäusel,
Ruppach-Goldhausen und
Welschneudorf sind keine Naturdenkmale verzeichnet.

## Verbandsgemeinde Ransbach-Baumbach
In den 11 verbandsangehörigen Gemeinden der Verbandsgemeinde Ransbach-Baumbach sind 4 Naturdenkmale verzeichnet.
| Ort               | Naturdenkmalliste                            | aktuelle Naturdenkmale |
| ----------------- | -------------------------------------------- | ---------------------- |
| Caan              | Liste der Naturdenkmale in Caan              | 1                      |
| Ransbach-Baumbach | Liste der Naturdenkmale in Ransbach-Baumbach | 2                      |
| Wittgert          | Liste der Naturdenkmale in Wittgert          | 1                      |

In Alsbach,
Breitenau,
Deesen,
Hundsdorf,
Nauort,
Oberhaid,
Sessenbach und
Wirscheid sind keine Naturdenkmale verzeichnet.

## Verbandsgemeinde Rennerod
In den 23 verbandsangehörigen Gemeinden der Verbandsgemeinde Rennerod sind 16 Naturdenkmale sowie 2 ehemalige Naturdenkmale verzeichnet.
| Ort                     | Naturdenkmalliste                                  | aktuelle Naturdenkmale | ehemalige Naturdenkmale |
| ----------------------- | -------------------------------------------------- | ---------------------- | ----------------------- |
| Elsoff                  | Liste der Naturdenkmale in Elsoff (Westerwald)     | 1                      | 0                       |
| Hellenhahn-Schellenberg | Liste der Naturdenkmale in Hellenhahn-Schellenberg | 1                      | 0                       |
| Hüblingen               | Liste der Naturdenkmale in Hüblingen               | 1                      | 0                       |
| Irmtraut                | Liste der Naturdenkmale in Irmtraut                | 1                      | 0                       |
| Liebenscheid            | Liste der Naturdenkmale in Liebenscheid            | 2                      | 0                       |
| Oberrod                 | Liste der Naturdenkmale in Oberrod                 | 2                      | 0                       |
| Rehe                    | Liste der Naturdenkmale in Rehe (Westerwald)       | 2                      | 1                       |
| Rennerod                | Liste der Naturdenkmale in Rennerod                | 4                      | 1                       |
| Seck                    | Liste der Naturdenkmale in Seck                    | 1                      | 0                       |
| Stein-Neukirch          | Liste der Naturdenkmale in Stein-Neukirch          | 1                      | 0                       |

In Bretthausen,
Homberg,
Neunkirchen,
Neustadt/Westerwald,
Niederroßbach,
Nister-Möhrendorf,
Oberroßbach,
Salzburg,
Waigandshain,
Waldmühlen,
Westernohe,
Willingen und
Zehnhausen bei Rennerod sind keine Naturdenkmale verzeichnet.

## Verbandsgemeinde Selters (Westerwald)
In den 22 verbandsangehörigen Gemeinden der Verbandsgemeinde Selters (Westerwald) sind 10 Naturdenkmale sowie 7 ehemalige Naturdenkmale verzeichnet.
| Ort                  | Naturdenkmalliste                                 | aktuelle Naturdenkmale | ehemalige Naturdenkmale |
| -------------------- | ------------------------------------------------- | ---------------------- | ----------------------- |
| Freirachdorf         | Liste der Naturdenkmale in Freirachdorf           | 0                      | 1                       |
| Hartenfels           | Liste der Naturdenkmale in Hartenfels             | 1                      | 0                       |
| Herschbach           | Liste der Naturdenkmale in Herschbach             | 0                      | 2                       |
| Krümmel              | Liste der Naturdenkmale in Krümmel (Westerwald)   | 1                      | 0                       |
| Marienrachdorf       | Liste der Naturdenkmale in Marienrachdorf         | 1                      | 0                       |
| Maxsain              | Liste der Naturdenkmale in Maxsain                | 1                      | 0                       |
| Nordhofen            | Liste der Naturdenkmale in Nordhofen              | 1                      | 0                       |
| Quirnbach            | Liste der Naturdenkmale in Quirnbach (Westerwald) | 1                      | 2                       |
| Rückeroth            | Liste der Naturdenkmale in Rückeroth              | 1                      | 0                       |
| Selters (Westerwald) | Liste der Naturdenkmale in Selters (Westerwald)   | 2                      | 2                       |
| Steinen              | Liste der Naturdenkmale in Steinen (Westerwald)   | 1                      | 0                       |

In Ellenhausen,
Ewighausen,
Freilingen,
Goddert,
Maroth,
Schenkelberg,
Sessenhausen,
Vielbach,
Weidenhahn und
Wölferlingen sind keine Naturdenkmale verzeichnet.

## Verbandsgemeinde Wallmerod
In den 21 verbandsangehörigen Gemeinden der Verbandsgemeinde Wallmerod sind 7 Naturdenkmale sowie 1 ehemaliges Naturdenkmal verzeichnet.
| Ort         | Naturdenkmalliste                            | aktuelle Naturdenkmale | ehemalige Naturdenkmale |
| ----------- | -------------------------------------------- | ---------------------- | ----------------------- |
| Bilkheim    | Liste der Naturdenkmale in Bilkheim          | 1                      | 0                       |
| Kuhnhöfen   | Liste der Naturdenkmale in Kuhnhöfen         | 1                      | 0                       |
| Meudt       | Liste der Naturdenkmale in Meudt             | 0                      | 1                       |
| Molsberg    | Liste der Naturdenkmale in Molsberg          | 3                      | 0                       |
| Salz        | Liste der Naturdenkmale in Salz (Westerwald) | 1                      | 0                       |
| Steinefrenz | Liste der Naturdenkmale in Steinefrenz       | 1                      | 0                       |

In Arnshöfen,
Berod bei Wallmerod,
Dreikirchen,
Elbingen,
Ettinghausen,
Hahn am See,
Herschbach (Oberwesterwald),
Hundsangen,
Mähren,
Niederahr,
Oberahr,
Obererbach,
Wallmerod,
Weroth und
Zehnhausen bei Wallmerod sind keine Naturdenkmale verzeichnet.

## Verbandsgemeinde Westerburg
In den 24 verbandsangehörigen Gemeinden der Verbandsgemeinde Westerburg sind 10 Naturdenkmale sowie 8 ehemalige Naturdenkmale verzeichnet.
| Ort             | Naturdenkmalliste                                | aktuelle Naturdenkmale | ehemalige Naturdenkmale |
| --------------- | ------------------------------------------------ | ---------------------- | ----------------------- |
| Berzhahn        | Liste der Naturdenkmale in Berzhahn              | 0                      | 1                       |
| Gemünden        | Liste der Naturdenkmale in Gemünden (Westerwald) | 0                      | 1                       |
| Härtlingen      | Liste der Naturdenkmale in Härtlingen            | 1                      | 1                       |
| Höhn            | Liste der Naturdenkmale in Höhn                  | 1                      | 0                       |
| Kölbingen       | Liste der Naturdenkmale in Kölbingen             | 1                      | 0                       |
| Pottum          | Liste der Naturdenkmale in Pottum                | 0                      | 2                       |
| Stockum-Püschen | Liste der Naturdenkmale in Stockum-Püschen       | 1                      | 0                       |
| Weltersburg     | Liste der Naturdenkmale in Weltersburg           | 3                      | 0                       |
| Westerburg      | Liste der Naturdenkmale in Westerburg            | 3                      | 3                       |

In Ailertchen,
Bellingen,
Brandscheid,
Enspel,
Girkenroth,
Guckheim,
Halbs,
Hergenroth,
Kaden,
Langenhahn,
Rotenhain,
Rothenbach,
Stahlhofen am Wiesensee,
Willmenrod und
Winnen sind keine Naturdenkmale verzeichnet.

## Verbandsgemeinde Wirges
In den 12 verbandsangehörigen Gemeinden der Verbandsgemeinde Wirges sind 3 Naturdenkmale verzeichnet.
| Ort           | Naturdenkmalliste                                | aktuelle Naturdenkmale |
| ------------- | ------------------------------------------------ | ---------------------- |
| Bannberscheid | Liste der Naturdenkmale in Bannberscheid         | 1                      |
| Dernbach      | Liste der Naturdenkmale in Dernbach (Westerwald) | 1                      |
| Siershahn     | Liste der Naturdenkmale in Siershahn             | 1                      |

In Ebernhahn,
Helferskirchen,
Leuterod,
Mogendorf,
Moschheim,
Niedersayn,
Ötzingen,
Staudt und
Wirges sind keine Naturdenkmale verzeichnet.